# Милвилл (Делавэр)
Миллвилл (англ. Millville) — город в округе Сассекс в штате Делавэр США. По данным переписи 2020 года, численность населения составляла 1825 человек.

## Население
| 2010 | 2020  |
| ---- | ----- |
| 544  | ↗1825 |